# Une infirmière trop parfaite
Une infirmière trop parfaite (Nightmare Nurse) est un téléfilm américain réalisé par Craig Moss, diffusé le 5 mars 2016 sur Lifetime.

## Fiche technique
- Réalisation : Craig Moss (en)
- Scénario : Jake Helgren
- Photographie : Ben Demaree
- Genre : Drame
- Pays :  États-Unis
- Durée : 90 minutes
- Date de diffusion :
  -  France : 15 mars 2016 sur TF1

## Distribution
- Sarah Butler (VF : Caroline Mozzone) : Brooke
- Steven Good (VF : Gauthier Battoue) : Lance
- Lindsay Hartley (VF : Géraldine Asselin) : Chloe
- Traci Lords (VF : Vanina Pradier) : Barb
- René Ashton (VF : Rafaèle Moutier) : Gwen
- Michael Finn (VF : Nicolas Dangoise) : Paul
- Jessica Morris (en) (VF : Chloé Berthier) : Connie
- Nate Scholz (VF : Emmanuel Lemire) : James
- Julian Stone (en) : Marco
- David Starzyk (VF : Patrick Béthune) : le lieutenant Thames

 Source et légende : version française (VF) sur RS Doublage et selon le carton du doublage français télévisuel.

## Accueil
Le téléfilm a été vu par 1,405 million de téléspectateurs lors de sa première diffusion.